# Emmanuel Cosquin
Emmanuel Cosquin (n. 1841 – d. 1919) a fost un folclorist francez. A colectat povești populare în satul Montiers-sur-Saulx, pe care le-a publicat volumul Contes populaires de Lorraine. El a susținut teoria că legendele europene sunt de origine indiană.

## Biografie
Născut în 1841 în Vitry-le-François, Emmanuel Cosquin a urmat mai întâi studii de drept înainte de a se orienta către jurnalismul militant. Autor, printre altele, al mai multor articole publicate în Moniteur universel, el a redactat, de asemenea, „câteva studii foarte documentate cu privire la francmasonerie”. De asemenea, el a participat la crearea Cercurilor catolice de muncitori.
Inspirat de opera fraților Grimm, el a dezvoltat o pasiune pentru basmele populare europene. A corespondat cu mai multe specialiști străini, precum filologul Theodor Benfey, și a susținut teoria împărtășită de acesta din urmă că poveștile erau invariabil de origine indiană. Pentru el, „răspândirea s-a făcut în maniera unei inundații regulate, plecând de la un rezervor unic și împingând mereu înainte în toate direcțiile. De aici, această probabilitate de a găsi pretutindeni aceleași depozite. Acest rezervor, de unde au curs poveștile înspre est către Indochina, la nord spre Tibet și populațiile mongole, la vest către Persia, lumea islamică din Asia și Africa și în cele din urmă Europa în cele din urmă, este India”.
Cosquin a ilustrat această teorie printr-o abordare originală: cu ajutorul a două surori, el a adunat toate poveștile dintr-un singur sat, Montiers-sur-Saulx din Barrois. Astfel, activitatea sa a culminat în 1886 cu publicarea a două volume de Contes Populaires de Lorraine. Cartea a însoțit fiecare din cele peste 80 de povești cu o serie de note ce inventariau variantele franceze sau străine pe care le cunoștea Cosquin, făcând frecvent comparații care să-i sprijine teza originii indiene.
A fost ales în 1902 membru corespondent al Institutului de către Académie des inscriptions et belles-lettres, la propunerea lui Gaston Paris. El a renunțat complet la jurnalism și s-a ocupat doar de folclor. A publicat mai multe studii în diverse reviste științifice, a redactat printre altele, începând din 1913, Contes indiens et l'Occident, operă neterminată ce a apărut pentru prima dată în Revue des traditions populaires și Revue d'ethnographie et des traditions populaires.
Emmanuel Cosquin a murit în 1919.

## Publicații
- Contes populaires de Lorraine (Paris, 1886)
- Contes (Editions Philippe Picquier, 2003), prefață de Nicole Belmont.

Recuperare parțială (fără comentarii) în: Emmanuel Cosquin, Contes de Lorraine, Collecte choisie par Françoise Morvan et présentée par Nicole Belmont, Rennes, Éditions Ouest-France, 2012. 